# Хантау
Ханта́у (каз. Хантау) — село у складі Мойинкумського району Жамбильської області Казахстану. Адміністративний центр Хантауського сільського округу.
До 27 червня 2013 року село мало статус селища.
Населення — 886 осіб (2021; 978 у 2009, 925 у 1999, 994 у 1989).